# 新世界酒店倒塌事件
新世界酒店倒塌事件（英語：Collapse of the Hotel New World）發生於1986年3月15日，是新加坡自史拜倫斯輪爆炸大火後死亡人數最多的事故。 新世界酒店所處的聯益大廈為位處實龍崗路和奥云路交界的六層高建築物，倒塌事件後有50人被困，其中17人獲救，33人死亡。

## 背景
新世界酒店所處大廈的正式名稱是聯益大廈，由商人黃康霖以低成本建造，於1971年落成，樓高六層，另設一層地庫停車場。新世界酒店是該大廈3樓至6樓的租戶，2樓為貴夫人廳夜總會（Universal Neptune Nite-Club and Restaurant），1樓則為工商銀行（Industrial and Commercial Bank）。1975年8月29日，聯益大廈曾發生煤氣泄漏事件。
在聯益大廈倒塌之前，該大廈的樑柱和牆壁已經出現裂痕，附近居民對大廈的安全情況感到憂慮，但大廈業主黃康霖不予理會，又將警告標誌隱藏及遮蓋，並在外牆加建了一層瓷磚，和在天台加建一個水箱，增加了大廈的負荷量。大廈倒塌前夕，大廈2樓夜總會梳妝台的鏡子破裂，舞台的樑柱亦裂開，夜總會負責人於是通知黃康霖，但黃康霖只下令工人用木板支撐裂開的樑柱。

## 倒塌
1986年3月15日上午11時25分，聯益大廈在不足一分鐘內倒塌。目擊者表示在聯益大廈倒塌前曾聽見爆炸聲，警察亦以為是一場炸彈襲擊，並認為煤氣泄漏有可能發生。

## 傷亡
在倒塌發生之後，當時估計約300人被困在瓦礫當中。一天後，估計被困或失蹤人數跌至約100人，其後估計人數跌至約60人，包括26名酒店職員和16名銀行職員。1986年3月22日救援行動結束後，確實被困人數為50人。
事件導致33人死亡，其中22人為新加坡籍人士。部份在新世界酒店倒塌事件中死亡的人士如下：
| 死者                       | 國籍     | 身份                         |
| -------------------------- | -------- | ---------------------------- |
| 賴彩珊                     | 马来西亚 | 新世界酒店住客               |
| 努斯雷特·莫赫莫德·斯伊埃德 | 巴基斯坦 | 新世界酒店住客               |
| 努澤特·赫斯赫伊姆          | 巴基斯坦 | 新世界酒店住客               |
| 勒吉·勒姆·彭德伊           | 新加坡   | 新世界酒店保安員             |
| 古加·達維                  | 新加坡   | 新世界酒店保安員的妻子       |
| 楊金葉                     | 新加坡   | 新世界酒店員工               |
| 李福文                     | 新加坡   | 新世界酒店接待員             |
| 蘇清堂                     | 新加坡   | 新世界酒店訪客               |
| 黃清枝                     | 新加坡   | 新世界酒店經理、黃康霖的妻子 |
| 方泳發                     | 新加坡   | 新世界酒店職員               |
| 沙魯汀                     | 新加坡   | 銀行保安員                   |
| 趙秀珍                     | 新加坡   | 銀行職員                     |
| 梁美然                     | 新加坡   | 銀行職員                     |
| 陳麗玉                     | 新加坡   | 銀行職員                     |
| 薛玉意                     | 新加坡   | 銀行顧客                     |
| 黃康霖                     | 新加坡   | 聯益大廈業主、新世界酒店東主 |
| 吳光模                     | 新加坡   | 車輛技工                     |

## 救援行動
聯益大廈倒塌後，路人開始嘗試救出生還者。其後新加坡消防局、新加坡警察、新加坡武裝部隊和鄰近商戶亦加入救援行動。
在首12小時的救援行動中，9人獲救。新加坡空軍軍醫林明健與其他空軍軍醫，以及2名來自新加坡衛生部的醫生深入瓦礫，向被困生還者給予葡萄糖和生理鹽水。
來自英國、愛爾蘭和日本的新加坡地鐵隧道專家，包括托馬斯·加拉格爾、托馬斯·穆爾萊阿里、帕特里克·加拉格爾、邁克爾·普倫德加斯特、邁克爾·斯科特等人加入救援。他們關注使用大型機器會讓瓦礫下墜，造成更多傷亡。他們義務在瓦礫中鑽開四條隧道，救出8名生還者。隧道專家其後獲新加坡政府表揚。其中托馬斯·穆爾萊阿里因在聯益大廈倒塌事件的救援工作而獲提名大英帝國勳章，但由於勳章不屬於整個救援隊，穆爾萊阿里拒絕接受。
為期五天的救援行動結束後，17人獲救，33人死亡。最後一名生還者，30歲的蔡金珠因躲在一桌子底下而在1986年3月18日獲救。

## 調查
新加坡政府事後循不同潛在原因對大廈倒塌成因展開調查。瓦礫中剩餘的混凝土曾被測試是否符合標準，其後證實它們符合。雖然地鐵工地距離聯益大廈100碼遠，地鐵隧道專家亦被調查，但最後證實地鐵工程對大廈的穩定性沒有影響。新加坡政府亦對大廈建成後的加建物展開調查，發現該大廈的天台安裝了空調系統。此外，銀行亦安裝了大型保險箱，陶瓷磚大廈外牆亦安裝了陶瓷磚。這些加建物均有可能增加大廈的重量引致結構過度載重而存在弱點，後來發現有關加建物並非倒塌主因。
其後調查發現原結構工程師錯估大廈所能承受的結構荷重。結構工程師計算了大廈的活荷重（承載重量），所以那些加裝物並沒有導致大樑裂開，但他沒有計算大廈的靜荷重（結構重量），這表示了大廈並不能承受自身的重量，故，就像逐漸歪斜的黏土，到達崩塌點只是時間的問題。三條樑柱在倒塌之時裂開，而其他樑柱又未能支撐裂開的樑柱，因而導致大廈的倒塌。
根據亞洲新聞台的報道，聯益大廈並非由專業建築師設計，而是由不合資格的繪圖員設計。一個調查員發現他低估大廈在樑柱和外牆支撐下的靜荷重。繪圖員表示大廈的業主黃康霖委任他設計聯益大廈，但黃康霖同時監督整個建築過程。調查員亦發現黃康霖要求使用劣質建材以減低成本，也加速了倒塌的到來。

## 事後
1986年4月27日，新加坡政府表揚5個協助救援行動的人，其中包括3個愛爾蘭人，1個英國人和1個新加坡人。新加坡政府亦在1986年4月29日宴請曾參與救援行動的SMRT地鐵職員，並由新加坡通讯及新闻部部長杨林丰擔任主禮嘉賓。
在倒塌事件發生後，1970年代在新加坡建成的大廈均進行了結構檢查，其中部份大廈因結構不穩固而需疏散，其中包括華中初級學院的主樓。政府亦因此加強建築物的監管。自1989年起，所有建築物設計均須由認可的查驗員複查。而商用建築物在建成後每隔5年，便需經過新加坡建設局工程師的檢查。
經過今次事件，政府看到了剛從警察部隊独立出來的新加坡民防部隊及消防隊聯合行動的重要性，促成了新加坡消防局於1989年4月15日併入民防部隊，並加強對复杂救援行动的準備。
倒塌事件發生後5年，一幢9層高的新酒店於1991年3月28日在原址興建，並在1994年開幕，定名為富都大酒店，提供85間客房。

## 對流行文化的影響
1986年7月，一位新加坡唱作人待在聯益大廈遺址兩晚後，寫了一首名為《看見終點》的歌。
1990年，新世界酒店倒塌事件被新加坡電視劇《出人頭地》改編，並在新廣第八波道播出。
2003年9月25日，新世界酒店倒塌事件在新傳媒電視第五波道英語電視劇《逆境勇者》第二季第一集播出，其華語版本其後亦在新傳媒電視第八波道播出。
2005年9月27日，國家地理頻道節目《重返危機現場》在其中一集《新加坡酒店倒塌》中重現新世界酒店倒塌事件。但節目並非在原址拍攝，而是在赛阿威路88號拍攝。該集後來在2007年9月16日在新加坡星和视界播出。
2015年2月，新傳媒節目《劫後「新」生》其中一集《新世界酒店倒塌》亦重現有關情景 。新傳媒電視劇《信约：我们的家园》亦有提及新世界酒店倒塌事件。